# Bataille de Nikopol
Pour les articles homonymes, voir Bataille de Nicopolis (homonymie).
Guerre russo-turque de 1877-1878
Batailles
Kizil Tepe — Zimnicea — Sistova — Nikopol — 1re col de la Chipka — 2e col de la Chipka — Lovča — 3e col de la Chipka — Gorni Dubnik — Kars — Plevna — Tashkessen — 4e col de la Chipka-Cheïnovo — Philippopolis
La bataille de Nikopol ou Nicopolis est un épisode précoce de la guerre russo-turque de 1877-1878.
L'armée russe traverse le Danube, et approche de la ville fortifiée de Nikopol. Le haut commandement ottoman envoie alors Osman Pacha, avec les troupes de Vidin, pour s'opposer à la traversée du Danube. Osman avait l'intention de renforcer et défendre Nikopol. Mais le IXe corps russe, sous le commandement du général Nicolas de Krüdener, a atteint la ville, l'a bombardée et a obtenu sa reddition avant l'arrivée d'Osman. Il se replia sur Plevna. La garnison de Nikopol éliminée, les russes sont libres de marcher sur Plevna.